# Here Come the Lords
Here Come the Lords – pierwszy album amerykańskiej grupy muzycznej Lords of the Underground

## Lista utworów
1. "Here Come the Lords"- 4:18
2. "From da Bricks"- 4:20
3. "Funky Child"- 4:31
4. "Keep It Underground"- 4:08
5. "Check It" (Remix)- 4:24
6. "Grave Digga"- 4:06
7. "Lords Prayer"- 4:30
8. "Flow On (New Symphony)"- 4:25
9. "Madd Skillz"- 4:03
10. "Psycho"- 4:08
11. "Chief Rocka"- 4:07
12. "Sleep for Dinner" (Remix)- 5:16
13. "L.O.T.U.G. (Lords of the Underground)"- 4:26
14. "Lord Jazz Hit Me One Time (Make It Funky)"- 2:46
15. "What's Goin' On"- 3:38

## Użyte sample
- "Here Come The Lords" 
  - The New Apocalypse - "Get Outta My Life, Woman"
- "Chief Rocka" 
  - Jack Bruce - "Born To Be Blue"
  - Alvin Cash - "Twine Time"
- "Funky Child" 
  - Skull Snaps - "It's A New Day"
  - James Brown - "My Thang"
  - Thomas Bell Orchestra - "A Theme for L.A.'s Team"
- "Psycho" 
  - James Brown - "Escape-ism"
  - Emotions - "Blind Alley"
- "Flow On (New Symphony)" 
  - The Floaters - "Float On"
- "Madd Skillz" 
  - Al Cohn - "Inside Out"
- "Lord Jazz Hit Me One Time (Make It Funky)" 
  - Gil Scott-Heron - "Peace Go With You, Brother (As-Salaam-Alaikum)"
  - Tom Scott - "Sneakin' In The Back"
  - Biz Markie - "Vapors"
  - Marley Marl - "The Symphony"
- "Sleep For Dinner" 
  - Lou Donaldson - "Ode to Billie Joe"
  - A Tribe Called Quest - "Scenario"
- "From Da Bricks" 
  - The Mad Lads - "Get Out of My Life, Woman"
  - Redman - "Hardcore"
- "Check It (Remix)"
- LL Cool J - "The Boomin' System"